# ア・サニー・デイ・イン・グラスゴー
ア・サニー・デイ・イン・グラスゴー（A SUNNY DAY IN GLASGOW）は2006年に結成した、フィラデルフィア出身のバンド。

## 概要
一時期、スコットランドの都市、グラスゴーに住んでいたエヴァー・ネイレンスと、その友人、ベン・ダニエルズがフィラデルフィアで結成するも、エヴァーは写真家のキャリアに専念するために脱退。代るようにベンの双子の妹、ロビンとローレンが加わった。2006年3月、レコーディングした楽曲をいくつかのラジオ曲に送ったところ、大きなリアクションを獲得し、notenufレーベルと契約。06年にEPをリリースしたのに続いて、07年にデビュー・アルバム『スクリブル・ミューラル・コミック・ジャーナル』をリリース。08年にはヨーロッパ・ツアーを果たした。09年9月にはセカンド・アルバム『アッシュズ・グラマー』をリリース。

## 音楽性
マンドリンやバンジョーらも加えたバンド・サウンドと、サンプラーを始めとしたエレクトロニクスを駆使したサウンド・ソースをエディットし、アップリフティングなダンス・ビート、そして、女性ヴォーカルが加わる。そのサウンドは、M83やUlrich Schnaussなどシューゲイズを通過したダンス・ミュージックを志向するミュージシャンと比較される。

## メンバー
- ベン・ダニエルズ (Ben Daniels)
- ロビン・ダニエルズ (Robin Daniels)
- ローレン・ダニエルズ (Lauren Daniels)
- ジョシュ・ミーキム (Josh Meakim)
- ブライス・ヒッキー (Brice Hickey)
- アニー・フレドリックソン (Annie Fredrickson)
- ビバリー・サイエンス (Beverly Science)
- ミチ・ホワイト (Mich White)

## ディスコグラフィ

### アルバム
- スクリブル・ミューラル・コミック・ジャーナル (Scribble Mural Comic Journal)
- アッシュズ・グラマー (Ashes Grammar)